# Yolo (album của DIA)
Yolo là album phòng thu thứ hai của nhóm nhạc nữ Hàn Quốc DIA phân phối bởi MBK và LOEN.

## Bối cảnh và phát hành
Album được phát hành ngày 19 tháng 4,2017 cùng với chương trình truyền hình thực tế của nhóm ''YOLO TRIP''
Album có sự xuất hiện của 2 thành viên mới là Lee Joo Eun và Ahn Som Yi
Ngày 7 tháng 4,MBK Entertainment phát hành ca khúc' 'You Are My Flower'' có sự góp mặt của diễn viên Moon Hee Kyung và tiền bối Hong Jin Young,bài hát đứng thứ 1 trên Melon thể loại nhạc Trot.

## Danh sách bài hát
| STT              | Nhan đề                                                             | Phổ lời                                                          | Phổ nhạc                                                      | Arrangement                             | Thời lượng |
| ---------------- | ------------------------------------------------------------------- | ---------------------------------------------------------------- | ------------------------------------------------------------- | --------------------------------------- | ---------- |
| 1.               | "Will You Go Out With Me?" (나랑 사귈래)                            | Eunice Huihyeon Jenny Yebin Eunjin Chaeyeon Ddoli Park Peter Pan | Eunice Huihyeon Jenny Yebin Ddoli Park Peter Pan              | Two Champ                               | 3:11       |
| 2.               | "Boyfriend" (남.사.친)                                              | Eunice Huihyeon Jenny Yebin Eunjin Yoon Young Min Kim Won Hyun   | Eunice Huihyeon Jenny Yoon Young Min Kim Won Hyun Kim Dong Ha | Yoon Young Min Kim Dong Ha Kim Won Hyun | 2:47       |
| 3.               | "April (사월)" (featuring Din Din)                                  | Huihyeon Eunjin Yebin Face Of Glory Jin Ri Din Din               | Yebin Face Of Glory Jin Ri Dawn Long Candy                    | Face Of Glory Dawn                      | 3:59       |
| 4.               | "Mannequin" (마네킹)                                                | Eunice Huihyeon Jenny Eunjin Yebin Chaeyeon Stainboys            | Eunice Huihyeon Jenny Yebin Chaeyeon Stainboys                | Stainboys                               | 3:37       |
| 5.               | "You Are My Flower (꽃, 달, 술)" (with Kim Yeon Ja, Hong Jin Young) | Eunice Yebin Chaeyeon 79                                         | Eunice Yebin Chaeyeon 79                                      | 79                                      | 4:21       |
| 6.               | "Light" (빛)                                                        | Eunice Huihyeon Jenny Eunjin Yebin Eunchae Ddoli Park Peter Pan  | Eunice Huihyeon Jenny Yebin Ddoli Park Peter Pan              | Ddoli Park                              | 3:48       |
| 7.               | "There Is No Time" (Huihyeon featuring Kim Chung-ha)                | Huihyeon Slapstick                                               | Huihyeon Slapstick                                            | Slapstick                               | 3:34       |
| 8.               | "Listen To This Song" (이 노래 들어볼래)                            | Huihyeon Eunjin Yebin Face Of Glory Jin Ri Din Din               | Yebin Face Of Glory Dawn Long Candy                           | Face Of Glory Dawn                      | 3:58       |
| 9.               | "Not Only You But Spring" (너만 모르나 봄)                          | Huihyeon Eunjin Yebin Eunchae Kim Won Hyun                       | Yebin Kim Won Hyun Melody Workshop                            | Kim Won Hyun Melody Workshop            | 3:45       |
| 10.              | "Independence Movement Day" (乾坤坎離)                              | Eunice Huihyeon Jenny Eunjin Yebin Chaeyeon Eunchae              | Eunice Huihyeon Jenny Yebin Ddoli Park Peter Pan              | Ddoli Park Krazysound                   | 5:02       |
| 11.              | "Will You Go Out With Me?" (2016)                                   | Eunice Huihyeon Jenny Yebin Eunjin Chaeyeon Ddoli Park Peter Pan | Eunice Huihyeon Jenny Yebin Ddoli Park Peter Pan              | Ddoli Park Peter Pan                    | 3:12       |
| 12.              | "You Are My Flower" (DIA only version)                              | Eunice Yebin Chaeyeon 79                                         | Eunice Yebin Chaeyeon 79                                      | 79                                      | 4:21       |
| 13.              | "Will You Go Out With Me?" (Ballad version)                         | Eunice Huihyeon Jenny Eunjin Yebin Chaeyeon Ddoli Park Peter Pan | Eunice Huihyeon Jenny Yebin Ddoli Park Peter Pan              | Stainboys                               | 4:56       |
| 14.              | "Will You Go Out With Me?" (Instrumental)                           |                                                                  | Eunice Huihyeon Jenny Yebin Ddoli Park Peter Pan              | Two Champ                               | 3:11       |
| Tổng thời lượng: | Tổng thời lượng:                                                    | Tổng thời lượng:                                                 | Tổng thời lượng:                                              | Tổng thời lượng:                        | 53:42      |

## Xếp hạng
| Bảng xếp hạng                      | Vị trí cao nhất |
| ---------------------------------- | --------------- |
| Bảng xếp hạng album tuần của Gaon  | 8               |
| Bảng xếp hạng album tháng của Gaon | 3               |
| Bảng xếp hạng album năm của Gaon   | 2               |

## Doanh số
| Nhà cung cấp (2017)         | Số lượng |
| --------------------------- | -------- |
| Bảng xếp hạng đĩa cứng Gaon | 23,192+  |